# Крутильный маятник
Крути́льный ма́ятник (также торсио́нный ма́ятник, враща́тельный ма́ятник) — механическая система, представляющая собой тело с упругим элементом, которое может вращаться вокруг одной оси и обладающее лишь одной степенью свободы: вращением вокруг этой оси, задаваемой подвесом. Если при повороте тела в упругом элементе возникает момент силы {\displaystyle M,} пропорциональный углу поворота {\displaystyle \varphi } с обратным знаком к углу поворота, {\displaystyle (M=-\kappa \varphi ),} причём, если силы трения в системе малы, то тело может колебаться по гармоническому закону с периодом {\displaystyle T:}
{\displaystyle T=2\pi {\sqrt {\frac {I}{\kappa }}},}
где {\displaystyle I} — момент инерции тела относительно оси кручения,
{\displaystyle \kappa } — вращательный коэффициент жёсткости упругого элемента.
Крутильный маятник специальной конструкции представляет собой очень чувствительный к малым силам физический прибор. Именно с помощью крутильного маятника изучается, например, гравитационное взаимодействие тел в лаборатории и проверяется закон всемирного тяготения на субмиллиметровом масштабе.
Крутильным маятником является балансир — деталь спускового механизма механических часов, вращательные колебания которого задают темп ход часов и определяют точность их хода.
В 2005 году было опубликовано сообщение о создании крутильного маятника, торсионный подвес которого выполнен из углеродной нанотрубки со стенкой толщиной в один атомный слой.

## Крутильный маятник как гармонический осциллятор
| Обозначение                 | Размерность | Определение                                              |
| --------------------------- | ----------- | -------------------------------------------------------- |
| {\displaystyle \theta }     | рад         | Угол отклонения от положения равновесия                  |
| {\displaystyle I}           | кг·м2       | Момент инерции                                           |
| {\displaystyle \sigma }     | Дж·с·рад−1  | Коэффициент вязкого трения                               |
| {\displaystyle \kappa }     | Н·м·рад−1   | Торсионная жёсткость подвеса                             |
| {\displaystyle \tau }       | Н·м         | Крутящий момент                                          |
| {\displaystyle f_{n}}       | Гц          | Собственная частота колебаний маятника без трения        |
| {\displaystyle T_{n}}       | с           | Период собственных колебаний маятника без трения         |
| {\displaystyle \omega _{n}} | рад·с−1     | Собственная частота осциллятора без трения               |
| {\displaystyle f}           | Гц          | Собственная частота колебаний маятника с трением         |
| {\displaystyle \omega }     | рад·с−1     | Круговая частота собственных колебаний с трением         |
| {\displaystyle \alpha }     | с−1         | Величина обратная постоянной времени затухания колебаний |
| {\displaystyle \varphi }    | рад         | Фаза колебаний                                           |
| {\displaystyle L}           | m           | Расстояние от оси вращения до точки приложения силы      |

Крутильные весы, крутильные маятники и балансиры часов по сути являются крутильными гармоническими осцилляторами, которые могут испытывать гармонические вращательные колебания вокруг оси торсионного упругого элемента. Математически такие системы аналогичны пружинным осцилляторам — грузикам с пружиной, закреплённой с одного конца. Общее дифференциальное уравнение движения крутильного осциллятора:
{\displaystyle I{\frac {d^{2}\theta }{dt^{2}}}+\sigma {\frac {d\theta }{dt}}+\kappa \theta =\tau (t).}
Если степень затухания (демпфирования) небольшое, что математически означает {\displaystyle \sigma \ll {\sqrt {\frac {\kappa }{I}}},} частота колебаний крутильного осциллятора очень близка к собственной резонансной частоте системы {\displaystyle f_{n}:}
{\displaystyle f_{n}={\frac {\omega _{n}}{2\pi }}={\frac {1}{2\pi }}{\sqrt {\frac {\kappa }{I}}}.}
Выражение для периода колебаний:
{\displaystyle T_{n}={\frac {1}{f_{n}}}={\frac {2\pi }{\omega _{n}}}=2\pi {\sqrt {\frac {I}{\kappa }}}.}
Общее решение в случае отсутствия внешней вынуждающей силы, то есть {\displaystyle \tau (t)=0} называется решением для переходного процесса:
{\displaystyle \theta =Ae^{-\alpha t}\cos {(\omega t+\varphi )}~,}
где {\displaystyle \alpha =\sigma /2I;~} {\displaystyle \omega ={\sqrt {\omega _{n}^{2}-\alpha ^{2}}}={\sqrt {\kappa /I-(\sigma /2I)^{2}}}~.}